# Hard Truths
Hard Truths és una pel·lícula de comèdia dramàtica del 2024 escrita i dirigida per Mike Leigh, protagonitzada per Marianne Jean-Baptiste, Michele Austin i David Webber. Ambientada a Londres, la trama segueix la situació d'una dona deprimida i implacable (Jean-Baptiste) i la relació amb la seva jovial germana Chantelle (Austin). S'ha subtitulat al català.
La pel·lícula es va estrenar al 49è Festival Internacional de Cinema de Toronto el 6 de setembre de 2024, i va rebre un gran reconeixement de la crítica pel guió, per la direcció i la interpretació de Jean-Baptiste. Es va estrenar als cinemes als Estats Units el 6 de desembre de 2024, i al Regne Unit el 31 de gener de 2025, i a Espanya el 28 de febrer. Va ser nomenada com una de les 10 millors pel·lícules independents del 2024 per la National Board of Review. Mentrestant, per la seva interpretació, Jean-Baptiste va ser nominada a la millor actriu als Premis de la Crítica Cinematogràfica, als BAFTA i als Gotham. Va guanyar els premis a la millor actriu del New York Film Critics Circle, de l'Associació de Crítics de Cinema de Los Angeles i de la National Society of Film Critics, i es va convertir en la primera dona de color a fer-ho.